# Kristina Svahn Starrsjö
Eva Kristina Svan Starrsjö, född 3 mars 1961, är en svensk jurist.
Kristina Svahn Starrsjö avlade juris kandidatexamen 1985 och fullgjorde tingstjänstgöring 1985–1989. Hon blev hovrättsassessor i Svea hovrätt 1995, arbetade som rättssakkunnig i Utrikesdepartementet 1995–1998 och på olika poster (som rättssakkunnig, kansliråd och ämnesråd) i Justitiedepartementet 1998–2006. Hon utnämndes till hovrättsråd i Svea hovrätt 2006 och var departementsråd och chef för grundlagsenheten på Justitiedepartementet 2006–2013.
Kristina Svahn Starrsjö var generaldirektör för Datainspektionen 2013–2017. Hon utnämndes av regeringen den 23 mars 2017 till justitieråd i Högsta förvaltningsdomstolen med tillträde den 4 september 2017. Hon lämnade uppdraget som justitieråd 2024.